# Konsolenserver
Ein Konsolenserver (englisch: Console Server) ist eine Fernwartungskomponente und dient zum Management von Rechnernetzknoten, die eher im Rechenzentrum anzutreffen sind, wie (Unix-)Server, Router, Switches, Firewalls, Telefonanlagen, USVs. Die anzuschließenden Knoten benötigen lediglich eine serielle Schnittstelle.
Sinn der Konsolenserver ist die Gewährleistung der Bedienbarkeit der angeschlossenen Knoten auch bei einem Ausfall des Knotens oder des Rechnernetzes (LAN). Über die serielle Konsole ist es dann noch möglich, aus der Ferne beispielsweise eine Notwartung bei einer Netzkomponente durchzuführen oder bei einem Server die Netzschnittstelle neu zu konfigurieren. Da das letzte Stück zum Knoten nicht über das LAN, also In-Band erfolgt, spricht man auch vom Out-of-Band-Management, kurz OOB. Aus Gründen der Verfügbarkeit und Sicherheit empfiehlt es sich, Konsolenserver an ein dediziertes Managementnetz anzuschließen.

## Funktionsweise

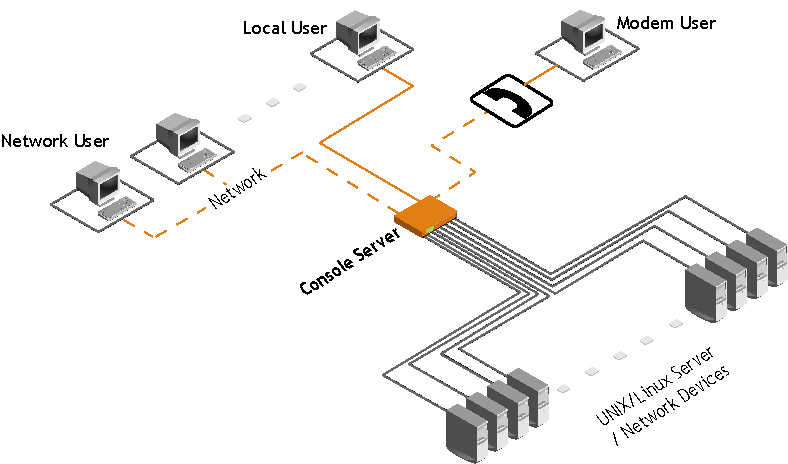
Einsatz eines Konsolenservers

Ein Konsolenserver verfügt über bis zu 48 serielle Ports und mindestens einen Ethernetport, der über TCP die seriellen Schnittstellen der Knoten verfügbar macht. Einige Konsolenserver verfügen zusätzlich über ein eingebautes Modem, ISDN-Karten oder die Möglichkeit der Nachrüstung, z. B. via USB oder PCMCIA.
Die meisten Konsolenserver bieten als erste Hilfestellung einen FiFo-Puffer (First in First out), der die letzten Meldungen des zu überwachenden Gerätes zwischenspeichert. Mit Hilfe dieser abgelegten Informationen lässt sich die Ursache eines Fehlers leichter erkennen und lösen. Manche Hersteller von Konsolenserver bieten eine Mustererkennung an, die auf Zeichenketten wie "Panic" oder "Ok" auf der Konsole einen Alarm auslösen können (E-Mail, SNMP, SNMP-Traps).

## Standards
Inzwischen ist der verschlüsselte Zugriff auf die Konsolenserver über Secure Shell (SSH) und die angeschlossenen Knoten obligatorisch. Sinnvoll bzw. üblich bei mehreren Konsolenservern ist neben der lokalen Authentifizierung eine über entfernte Dienste wie RADIUS, LDAP, oder TACACS+. Außerdem wird von den meisten Herstellern sowohl die Konfiguration des Konsolenservers als auch der Zugriff auf die angeschlossenen Knoten über eine komfortable Weboberfläche ermöglicht. Optional ist die Möglichkeit, ein Modem anzuschließen, sodass selbst bei einem kompletten Netzausfall noch das Management der angeschlossenen Knoten möglich ist.
Verwandt mit Konsolenservern sind KVM-over-IP-Geräte, die statt serielle KVM-Signale über IP befördern. Zur OOB-Kategorie gehören auch fernschaltbare Steckdosenleisten (englisch: Remote-Power), die entweder seriell oder per Ethernet angeschlossen werden können.
In der Anfangszeit der Konsolenserver verwandten die Hersteller wie Cisco oder Xyplex proprietäre Betriebssysteme. Heutzutage hat sich in den meisten Geräten Embedded Linux als Betriebssystem etabliert. Der wohl erste Hersteller war Cyclades, der 2006 von Avocent aufgekauft wurde. Problematisch waren stellenweise GPL-Lizenzverstöße.

## Bezeichnung

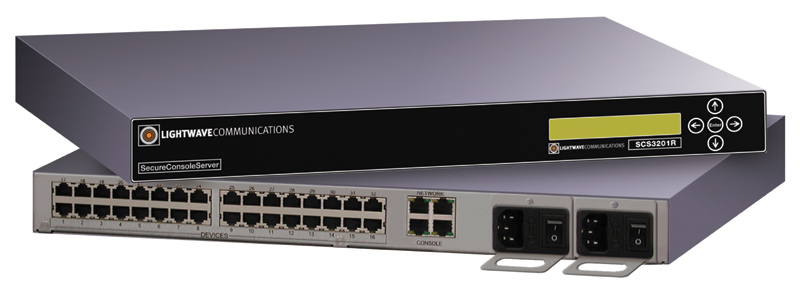
Konsolenserver

Die Vorgänger der Konsolenserver waren so genannte Terminalserver. Heute wie damals sind Terminalserver eher Endbenutzergeräte, das heißt, Anwender waren damals über serielle Leitungen – heute über LAN – mit einem zentralen, leistungsfähigen Server verbunden, auf dem sie arbeiten. Deshalb hat sich im Laufe der Zeit der Begriff Konsolenserver herausgebildet und etabliert. Die ersten Geräte, die diesen Namen trugen, waren der „System Console Switch“ (1996) und der „Console Server 3200“ (1998) der Firma Lightwave Communications.